# Klimov VK-1
O Klimov VK-1 foi o primeiro Motor a reação soviético a ser significativamente produzido. Foi desenvolvido por Vladimir Yakovlevich Klimov e produzido pela primeira vez na fábrica GAZ 116. Derivado do Rolls-Royce Nene, o motor também foi produzido na China como Wopen WP-5.

## Projeto e desenvolvimento

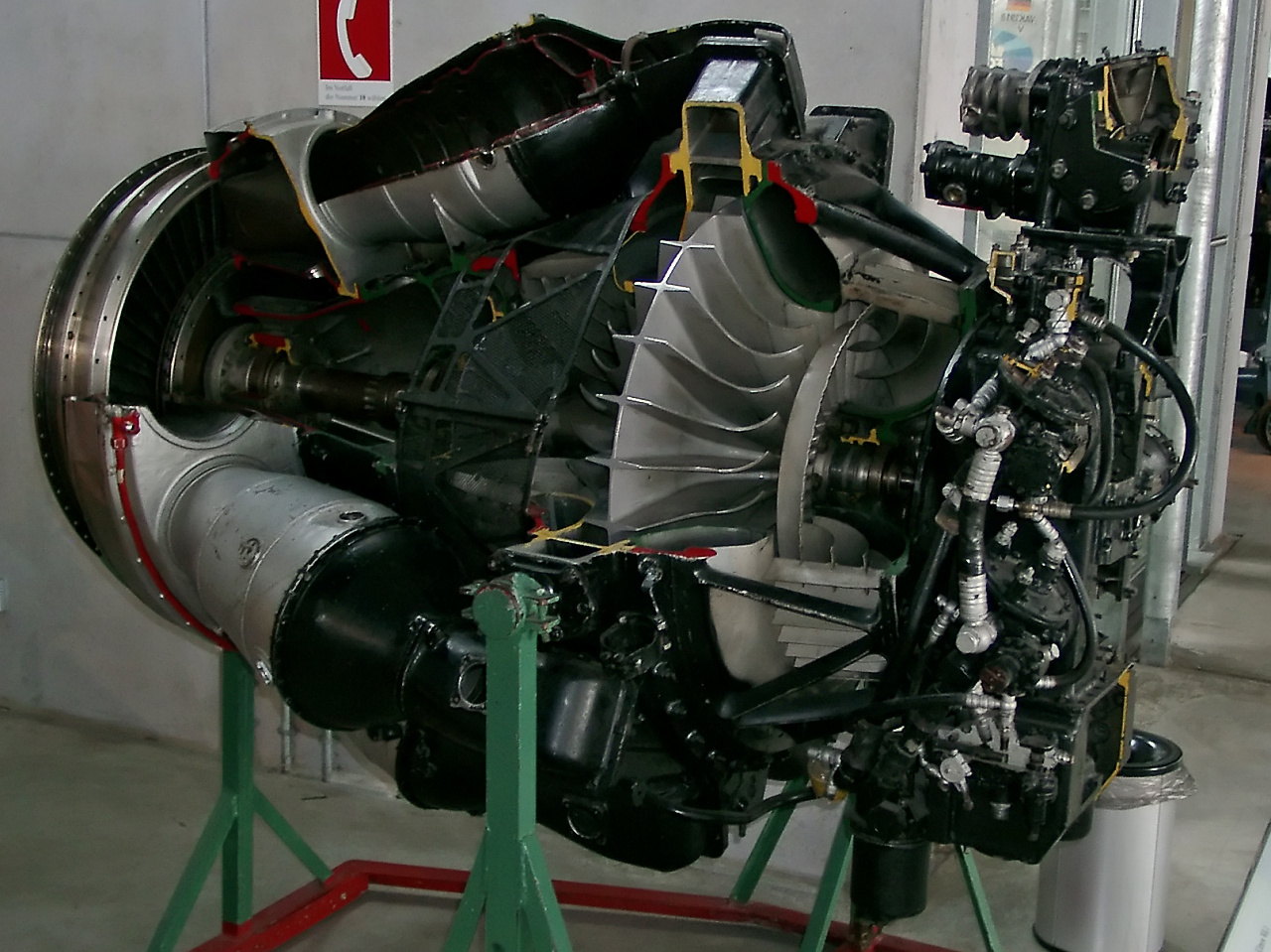
Motor de jato Klimov VK-1.

Imediatamente após a Segunda Guerra Mundial, a União Soviética manufaturou cópias dos motores alemães da primeira geração, o Junkers 004 e o BMW 003, que eram projetos avançados com baixa durabilidade, limitados pela disponibilidade alemã de metais raros durante a guerra. Entretanto, em 1946, antes da Guerra Fria realmente começar, o Partido Trabalhista (Reino Unido) através de seu Primeiro Ministro Clement Attlee, a fim de melhorar as relações diplomáticas com a União Soviética, autorizou a Rolls-Royce a exportar 40 motores turbojato Rolls-Royce Nene. Em 1958 foi descoberto durante uma visita a Pequim por Whitney Straight, então CEO da Rolls-Royce, que o motor havia sido copiado sem a devida licença para motorizar o MiG-15 'Fagot', inicialmente como RD-45, e após problemas iniciais de metalurgia terem forçado os engenheiros soviéticos a desenvolver uma cópia pouco redesenhada (e metalurgicamente parecida), o motor entrou em produção como Klimov VK-1 (a Rolls-Royce tentou mais tarde reivindicar £207 milhões em taxas de licença, sem sucesso).
O RD-45 foi então melhorado para produção do VK-1, que diferenciava do Nene ao ter uma câmara de combustão maior e um fluxo de ar melhorado através do motor, tendo subido de 41 kg/s (Nene), para 45 kg/s.  O VK-1F adicionou a pós-combustão.
O motor possui um compressor centrífugo, requerendo uma fuselagem de maior diâmetro em relação às aeronaves que possuíam o motor com compressor axial, que já havia aparecido na Segunda Guerra Mundial apresentado pela Alemanha e Grã-Bretanha.

## Aplicações
O VK-1 foi usado para motorizar os caças MiG-15 'Fagot' e o MiG-17 'Fresco', além do bombardeiro Il-28 'Beagle'. Alguns destes motores continuam em uso ainda hoje na Rússia, montados em caminhões e vagões usados como Snow blower.